# رباشة
رَبَّاشة هو جنس من الحيوانات الحزازية في فصيلة Phidoloporida. أنواعه المعروفة عديدة منتشرة في معظم بحار البلاد الحارة والمعتدلة الحرارة. مستعمراتها شبكية التركيب، بوقية الشكل أو قدحية تنشب في الصخور وتعمر مئات السنين.